# The Abyss (filme)
The Abyss (Brasil: O Segredo do Abismo / Portugal: O Abismo) é um filme estadunidense de 1989, do gênero suspense e ficção científica, realizado e escrito por James Cameron.
Para este filme foram necessárias oito semanas de filmagens subaquáticas. Os efeitos especiais inovadores, usados para dar forma aos alienígenas subaquáticos, foram depois reutilizados pelo diretor em seu filme seguinte, Terminator 2: Judgment Day, para criar o fabuloso androide T1000.

## Sinopse
Filmado debaixo de água, conta a história do inexplicável naufrágio de um submarino estadunidense.

## Elenco principal
- Ed Harris.... Virgil 'Bud' Brigman
- Mary Elizabeth Mastrantonio.... Lindsey Brigman
- Michael Biehn.... Hiram Coffey
- Leo Burmester
- Todd Graff
- John Bedford Lloyd
- J.C. Quinn
- Kimberly Scott
- Capt. Kidd Brewer Jr.
- George Robert Klek
- Christopher Murphy
- Adam Nelson
- Richard Warlock
- Jimmie Ray Weeks
- J. Kenneth Campbell
- Ken Jenkis
- Chris Elliot

## Recepção da crítica
No agregador de críticas dos Estados Unidos, o Rotten Tomatoes, na pontuação onde a equipe do site categoriza as opiniões da  grande mídia e da mídia independente apenas como positivas ou negativas, o filme tem um índice de aprovação de 88% calculado com base em 49 comentários dos críticos. Por comparação, com as mesmas opiniões sendo calculadas usando uma média aritmética ponderada, a nota alcançada é 7.30/10 que é seguida do consenso dizendo que "os efeitos especiais absolutamente lindo frequentemente ofuscam o fato de que The Abyss é também um suspense claustrofóbico totalmente emocionante, com uma equipe interessante de personagens".
Em outro agregador de críticas também dos Estados Unidos, o Metacritic, que calcula as notas das opiniões usando somente uma média aritmética ponderada de determinados veículos de comunicação em maior parte da grande mídia, o filme tem 14 avaliações da imprensa anexadas no site e uma pontuação de 62 entre 100, com a indicação de "revisões geralmente favoráveis".